# 宇宙に咲く
「宇宙に咲く」（そらにさく）は、2007年11月21日にリリースされたコミネリサのシングル。
発売元はJVCエンタテインメント、販売元はビクターエンタテインメント（VTCL-35005）

## 概要
- 収録されているのは、タイトル曲の「宇宙に咲く」とその英語版の「Faith」の2曲、また、それぞれのテレビサイズ・バージョンとインストルメンタル、「宇宙に咲く」の弾き語りバージョンの計7トラック。
- 「宇宙に咲く」と「Faith」は両曲ともに2007年10月より千葉テレビ他UHF各局にて放送されていたテレビアニメ『レンタルマギカ』のオープニングテーマ。
- カップリングの「Faith」は、「宇宙に咲く」の曲に英語の歌詞をつけた曲である。なお、「宇宙に咲く」の詞を英語訳したものではないため、詞の意味は異なっている。

## 収録内容
1. 宇宙に咲く [4:27] 
作詞：小峰理紗 作曲：山崎ますみ 編曲：山崎淳、江口貴勅
2. Faith [4:29] 
作詞：有坂美香 作曲：山崎ますみ 編曲：山崎淳、江口貴勅
3. 宇宙に咲く -弾き語りVersion- [6:29]
4. 宇宙に咲く -TV Version- [1:42]
5. Faith -TV Version- [1:42] 
演奏時間：1分42秒
6. 宇宙に咲く -Instrumental-
7. Faith -Instrumental-